# Římskokatolická farnost Nový Hrádek
Římskokatolická farnost Nový Hrádek je územním společenstvím římských katolíků v rámci náchodského vikariátu královéhradecké diecéze.

## O farnosti

### Historie
Plebánie v Novém Hrádku je prvně doložena v roce 1362. Na místě původního gotického kostela byl v roce 1723 postaven nový kostel, zasvěcený svatým apoštolům Petrovi a Pavlovi, podle projektu Jana Blažeje Santiniho.

### Současnost
Farnost má sídelního duchovního správce, který spravuje pouze tuto jedinou farnost.
| Kostel                    | Místo       | Bohoslužba                | Bohoslužba                | Poznámka     |
| ------------------------- | ----------- | ------------------------- | ------------------------- | ------------ |
| Kaple Božského Srdce Páně | Borová      | sobota                    | 18.00 v zimě 18.30 v létě | obecní kaple |
| Kostel sv. Petra a Pavla  | Nový Hrádek | neděle úterý středa pátek | 8.30 18.00                | farní kostel |
| Kaple Panny Marie Sněžné  | Sněžné      | sobota                    | 16.00 v zimě 17.00 v létě | kaple        |
| Kaple Panny Marie         | Tis         | neslouží se pravidelně    | neslouží se pravidelně    | obecní kaple |